# Supercoppa belga 2015 (pallavolo maschile)
La Supercoppa belga 2015 si è svolta il 25 ottobre 2015: al torneo hanno partecipato due squadre di club belghe e la vittoria finale è andata per la prima volta all'Asse-Lennik.

## Regolamento
Le squadre hanno disputato una gara unica.

## Squadre partecipanti
| Squadra     | Qualificazione                      | Ultima partecipazione |
| ----------- | ----------------------------------- | --------------------- |
| Asse-Lennik | Vincitrice Coppa del Belgio 2014-15 | Supercoppa belga 2012 |
| Roeselare   | Vincitrice Liga A 2014-15           | Supercoppa belga 2014 |

## Torneo
| 25 ottobre 2015 ?, Gand Durata: ? - Spettatori: ? | Roeselare | 0 - 3 | Asse-Lennik | 16-25, 17-25, 17-25 |